# 보라매동
보라매동(―洞)은 서울특별시 관악구의 행정동이다. 동명은 인근의 동작구 신대방동에 보라매공원이 위치한 것에서 유래하였다.

## 연혁
- 1963년 1월 1일 영등포구 봉천동
- 1970년 5월 18일 영등포구 봉천1동 분동
- 1973년 7월 1일 관악구 봉천1동
- 2008년 9월 1일 관악구 보라매동[4]

## 법정동
- 봉천동

## 교육
- 당곡초등학교
- 당곡중학교
- 당곡고등학교
- 삼육재활학교